# Venadillo
Venadillo es un municipio de Colombia, en el departamento de Tolima. Dista de Ibagué a 49,4 km al norte

## Reseña histórica
Venadillo en su historia cuenta básicamente con tres fundaciones, desde 1560 hasta 1863, cuando se le da vida legal como municipio. El caserío se afianzó el 2 de septiembre de 1560, cuando recibió su título de Primera Fundación por Bartolomé de Frías y Carvajal en las tierras de las tribus citirques, guambaimas y colombaimas de la familia lingüística Panche y la tribu chocarí de la familia pijao.
El 29 de noviembre de 1596 se realiza la segunda fundación por Juan García de Herrera, quien fue el primer alcalde, Diego Antonez de Valenzuela, caballero de la orden de Santiago, Martín Yáñez Tafur (encomendero) y el capitán Francisco de Prado. El caserío tiende a desaparecer por el mal uso de la encomienda y el resguardo por parte del encomendero.
La tercera fundación ocurre en el año de 1710 a cargo de Manuel Antonio Maldonado Martínez, quien se asoció con Manuel de los Santos Torrijos, Anastasio Zúñiga, Ángel María Cifuentes, Victoriano Avellaneda, Manuel J. Recaman, Juan Antonio Reyes y Pablo Argüelles. Quedando terminada el 4 de diciembre de 1713 en la que Fray Diego Maldonado ofreció la primera misa.
El 21 de febrero de 1863 fue erigido como municipio mediante ley y se inauguró como tal el 1 de enero de 1864 y desde entonces ha venido surgiendo lentamente.

## Geografía

### Clima
De los 306 km². que cuenta el Municipio, 274 km². están en la zona de llanura cálida, y 32 km² en la vertiente de la cordillera Central  templada. La temperatura promedio en el sector llano es de 32 °C y en la zona de la cordillera es de 24 °C en promedio. La cabecera Municipal de Venadillo se encuentra a 349 m s. n. m. y la altitud promedio de todo el municipio es de 600 m s. n. m.

### Geomorfología
Toda la región pertenece al graben del Magdalena el cual es lógicamente joven. Su formación se efectúa en la época de gran actividad volcánica de la cordillera Central, los factores dinámicos de la formación del graben desde dicha época hasta la actual, ha sido el tectonismo y el vulcanismo. La parte del Valle, conocida como Valle del Tolima, se extiende desde el pie de monte de la cordillera Central hasta la orilla izquierda del río Magdalena, estos llanos formados sobre el foso profundo, presenta pequeños Planos Escalonados que se van abultando conforme se acercan a las montañas presentándose en forma de terrazas o abanicos. Las Colinas de esta formación aparecen aisladas en cadenas y/o cerros de poca altura.

### Fisiografía
La mayor parte del territorio del Municipio se encuentra sobre terreno llano o ligeramente ondulado. Hay algunos cerros, entre los que se encuentran: Cerco de Piedra, Piloto, Gavilanes, Gallinazo, Cerro Gordo, Juan Rodríguez, Purgatorio Sánchez, Ventanas y Banderas

#### Vegetación
El 80 % del municipio pertenece a una formación semiárida con Bosque seco tropical. La vegetación original ha sido destruida casi en su totalidad para ser aprovechada en la agricultura extensiva y tecnificada y en la ganadería, reduciéndose la vegetación natural a pequeñas áreas de bosques secundarios en algunas microcuencas y quebradas.

### Hidrografía
Los ríos que riegan el municipio son afluentes del Magdalena: 
- Río Totare: Nace en el Nevado del Tolima en su parte norte y sirve de límite natural en la parte sur de Venadillo con los municipios de Anzoátegui, Alvarado y Piedras. Sus aguas son utilizadas para surtir el acueducto Municipal y el distrito de Riego para cultivos principalmente de arroz en las haciendas. Desembocan a este río la quebrada Guarapo y la Chicharra, que nacen el municipio de Venadillo y el río la China; por último el Totare vierte sus aguas al río Magdalena. Es famoso por sus balnearios la Cubana, La Argelia, Betania y Bocas del Totare, donde los venadillunos en los días festivos y calurosos disfrutamos de sus aguas cristalinas.
- Río Venadillo: Nace en el municipio de Sta. Isabel, en un Umbral rodeado de juncales y otras especies nativas. Recibe su nombre debido a que atraviesa de occidente a oriente todo el municipio desde los límites con Santa Isabel, hasta su desembocadura en el río Magdalena. De sus aguas se surten algunos sistemas de riego para cultivos de arroz, cercanos al poblado; además sus aguas son aprovechadas para la represa de Violanta en la gran hacienda de Pajonales del Municipio de Ambalema. Son afluentes de este río, el río Palmar, y las quebradas de Manurá, Agua Blanca, Monos y Galapo, estas dos últimas son las de mayor contaminación por ser utilizadas para verter las aguas negras del casco urbano del municipio. En la actualidad se está adelantando un macro proyecto con Corpo Magdalena para descontaminar este río y mejorar las demás fuentes hídricas. Además desembocan en el río Venadillo las quebradas de Boluga, Calderón, Zanja Honda, Palmarosa, Conchal y Tonolí.
- Río Palmar: Nace en el cerro San José en el municipio de Santa Isabel y de él se surten los acueductos de diferentes veredas del sector de la cordillera. Es famoso por su hermoso balneario, y desemboca en el río Venadillo.
- Río Recio: Nace en el Volcán Nevado del Ruiz y junto con el río la Yuca, que nace en el nevado de Santa Isabel forman la microcuenca que abastece la hidroeléctrica de la Sierra y el sistema de riego del mismo nombre, que da vida a importantes cultivos en los Municipios de Lérida y Ambalema. Más abajo, la hacienda Pajonales también toma buena cantidad de agua para la Laguna la Violanta, que alimenta todo el sistema de riego de la hacienda.

Otras fuentes de agua que tiene alguna importancia por la función que cumplen por donde corren, es el caso de la quebrada de Vile que sirve como fuente de agua, a esa vereda. La quebrada Tau tao, que es la única fuente de aguas para consumo de las tierras cercanas a la laguna de Pajonales.
Por último, la quebrada de Galapo, que delimita el casco urbano, quebrada muy contaminada donde son depositadas gran cantidad de basuras y aguas negras. Además presenta constante peligro de inundaciones a los barrios Turumana, Chircal y Pueblo Nuevo; en la actualidad para evitar esas inundaciones se construyeron unos muros de contención en la parte del barrio Pueblo Nuevo y se pretende continuarlo.

### Límites municipales
Venadillo limita así:
| Noroeste: Lérida                  | Norte: Límite entre Lérida y Ambalema | Nordeste: Ambalema                            |
| Oeste: Santa Isabel               |                                       | Este: Beltrán ( Cundinamarca) (Río Magdalena) |
| Suroeste: Anzoátegui (Río Tataré) | Sur: Alvarado (Río Tataré)            | Sureste: Piedras (Río Tataré)                 |

## División político-administrativa

### Cabecera municipal
Su Cabecera municipal habitado por 9.306 personas según censo SISBEN (93), ocupan un espacio aproximado de 1 km², y está dividido en 12 barrios legalmente constituidos así: Helena Torres de Uribe, La Esperanza, Nuevo Armero, Protecho, Divino Niño, Los Pinos, Puerta del Área, Pueblo Nuevo, Santa Bárbara, Caracolí, Lorenzo Urueña y Turumana.

### Corregimientos
Venadillo tiene bajo su jurisdicción 4 centros poblados, que en conjunto con otras veredas, constituye los siguientes corregimientos (según acuerdo del 13 y 18 de marzo de 1998, en cumplimiento del artículo 117 de la ley 136 de 1994):
| Corregimiento   | Centros Poblados      | Veredas |
| I - Junín       | - Junín - La Sierrita | Palmar Esperanza, Palmar Betulia, San Antonio, Balcones, Rosa Cruz, Piloto de Gómez, La Planada, La Aguada, La Honda, El Placer, El Rodeo y La Estrella. |
| II - Malabar    | - Malabar             | Potrerito Totare, Palmillita, Puerto Boy, Agrado Buena Vista, El Salto, La Argentina y Piloto de Osorio.                                                 |
| III - Palmarosa | - Palmarosa           | La Cubana, Mesa de Río Recio, La Argelia, Limones, Buena Vista, Vile y Cofradía Gallego.                                                                 |

## Símbolos
Solo hasta 1978 fueron oficializados mediante acuerdo N.º 010 del 23 de noviembre de 1978. Emanado por el honorable Concejo Municipal.

### Escudo
Presenta el siguiente emblema:
La cabeza del venado, figura que se sobrepone al sol naciente, símbolo de una nueva vida fecundada. En el plano inferior un cultivo de arroz perfectamente delineado exaltándose la presencia de un tractor, que simboliza el trabajo agrícola mecanizado, factor fundamental del desarrollo de nuestro municipio. A los lados del blasón central, se hallan los distintivos de las banderas del departamento del Tolima y la del municipio. Haciendo intersección con cada uno de estos emblemas figuran al costado izquierdo una rama de café, que significa el poder cafetero de nuestra cordillera venadilluna y al costado derecho una espiga de arroz, que es característica del potencial arrocero del plan municipal. Como soporte la cinta de color rojo con el emblema: “VENADILLO MERECE NUESTRO AMOR”

### Bandera
Dos franjas de color verde y blanco, con el escudo en el centro del pabellón. El color verde significa la esperanza de sus gentes en las capacidades y responsabilidades tanto de sus dirigentes como de sus hijos predilectos. El color blanco simboliza la pureza diamantina que deben caracterizar los actos públicos y particulares de todos los venadillunos.

## Demografía
A 30 de junio de 1997. Según censo del SISBEN, Venadillo contaba con 14.244 habitantes de los cuales 9.308 es decir el 65.3% está concentrada en el casco urbano en un área aproximado de 1 km², mientras que 4.936 habitantes es decir el 34.7% de la población total está habitando la zona rural, en una extensión de 305 km², entre los cuatro poblados de Junín, Malabar, Vile, Palmarosa y población dispersa.
Lo anterior nos indica que existe un alto grado de concentración de la población en el casco urbano, generado en parte en la concentración de la tierra en pocas manos, pues de 782 predios rurales, 736 son fincas de menos de 200 hectáreas, mientras que en solo 20 fincas se concentra la mayor cantidad de tierras de nuestro municipio, de igual manera observamos que las fincas y haciendas que pasan de 200 hectáreas están localizadas en la parte plana, siendo de malas tierras mal utilizadas en cultivos tecnificados como el arroz, algodón, sorgo, soya y en otros casos para la ganadería.
Al analizar la distribución desigual de la población y su relación con la tenencia de la tierra donde resaltamos que las grandes haciendas de la parte plana, los trabajadores no viven en la mayoría de los casos en ellas, pues es común ver transportar a los obreros del agro en los carros de las haciendas en las horas de la mañana y regresar al pueblo en las horas de la tarde después de cumplir con su jornada laboral. Caso contrario ocurre en el sector rural ubicado en la cordillera, pues allí, las dificultades del transporte y la presencia del minifundio hace que la mayoría de los campesinos permanezcan en sus parcelas, notándose en esta parte del sector rural un mayor número de habitantes.
Si nos remitimos a los censos de población del DANE, de 1985 y 1993, en un lapso de 8 años se da un aumento notorio de la población, pues paso de 14.316 personas a 15.128, distribuidos así: 10.365 en la zona urbana y 4.763 en la zona rural, equivalente a un incremento del 5,6%, ello debido en gran parte a la tragedia ocurrida el 13 de noviembre de 1985, en el vecino municipio de Armero, por la erupción del cráter Arenas del Volcán Nevado del Ruiz, donde prácticamente es destruido el pueblo de Armero, y los sobrevivientes fueron desplazados a los municipios circunvecinos, entre ellos Venadillo, donde se construye con apoyo de RESURGIR un nuevo barrio llamado Nuevo Armero para 95 familias armeritas.
En los últimos años entre 1993 y 1997, se da un segundo periodo de decrecimiento, pues en este corto lapso de cuatro años la población decrece en un 5.8%, pues de 15.128 habitantes (Censo DANE) pasa a solo 14.244 (Censo Sisben). Este periodo de decrecimiento se puede explicar en la emigración de la gente joven egresada de colegios, que no solo de Venadillo sino de casi todos los pueblos del país emigran hacia las grandes ciudades capitales o ciudades intermedias como Santa Fe de Bogotá o Ibagué, en busca de oportunidades de trabajo y estudio. En nuestro municipio las fuentes de empleo son realmente escasas, no contamos con industrias y las pocas empresas que generan empleo son las grandes haciendas ( para obreros del agro) y los molinos de arroz, lo cual no satisface las expectativas de la gente joven que espera un futuro mejor después de terminar sus estudios de bachillerato.
Por lo anterior muchas familias que han logrado consolidar una estabilidad económica han decidido emigran en busca de un mejor futuro para sus hijos.

## Alcaldes
- 1988-1990 Héctor Arciniegas
- 1990-1992 Leopoldo Guevara Sepúlveda
- 1992-1994 Fabio Zarate Vargas
- 1994-1997 Manolo Jaramillo Cárdenas
- 1998-2000 Tulia Orjuela Ortiz
- 2001-2004 ALBERTO FARID CARTAGENA
- 2005-2008 Eccehomo Pinzón
- 2009-2011 César Sánchez Delgado
- 2012-2015 Jorge Eliecer Sierra Alarcón
- 2016-2019 Ilber Beltrán
- 2020-2023 Jorge Armando Cabrera Gutiérrez
- 2024-2027 Rolando Gómez Reyes

## Inventario turístico

### Balnearios naturales
- La Cubana
- El Palmar
- La Planta
- La Cascada
- Charco Azul
- El salto del río Venadillo (Vereda El Salto)
- Betania (desembocadura Río la China en Totare)
- Las bocas del Totare
- Vile (Río Magdalena)
- Río Recio
- Río el paso de la vereda(la estrella).

### Piscinas
- Piscícola los Venados o el Encanto
- Vara Express
- Chocari
- Club social Asovenadi
- palo de agua
- Hotel la Colina

## Economía
Venadillo, es un municipio esencialmente agrícola por la vocación de sus suelos, y aporta en esta medida al departamento y al país básicamente por su producción de arroz; pues a nivel departamental ocupa el primer puesto. Por esta razón se dan a conocer los molinos como Totaré, Palmar, Venadillo, Boluga y Colombia, lo cual ha generado empleo en la industria arrocera.
En la producción de café ocupa a nivel Departamental el cuarto puesto.
Además se produce algodón, sorgo caña panelera etc.
Se están haciendo estudios para corroborar la existencia de petróleo en las veredas Palmarosa y la Argelia.
Se cuenta con la ladrillera Chocarí, majestuosa obra que surte al Municipio y al Departamento de ladrillos de excelente calidad.
Empresas de Aplicaciones Aéreas (APLA)
Piscícola los Venados o el Encanto, Chocarí y Vara Express Costumbres gastronómicas y tradicionales
1. Venadillo se destaca en el ámbito departamental y nacional por su deliciosa avena y fritanga (carne de cerdo, morcilla, chicharrón, etc.).
2. Los tamales y la lechona tolimense, los cuales son platos típicos en esta población.
3. Whisky venadilluno (Guarapo de Anaquilia), ubicado cerca del cementerio.
4. Las empanadas, almojábanas, pandeyucas, cubanos, pasteles, buñuelos, los cuales se expenden en el Parque Central.

## Cultura

### Tradiciones folclóricas
- Encuentro cultural del norte del Tolima, que se realizan mensualmente en municipios distintos.
- Fiestas tradicionales (corrida de toros, exposición equina, verbenas populares, reinados y demás eventos).
- Fiestas Patronales: 4 de diciembre día de Santa Bárbara y la Fiesta de la Virgen del Carmen (patrona de los conductores).

### Historias mitológicas
1. Por tradición oral los abuelos enseñan aún a los jóvenes que en el Balneario Palmar, habitaba el Mohán y se presenta por una hermosa cavidad en la roca que era su silla o sentadero, y allí se robaba a las niñas lindas que fueran solas al río.
2. Venadillo deriva su nombre de variedad o raza de venado, que se crían aún en los bosques , cerca de las quebradas; según los cronistas en la época de la conquista, fue encontrado un venadito domesticado por el cacique Ponjo, de la tribu los tolonies en las orillas del río que hoy lleva su nombre.
En su homenaje se construyó el monumento “LOS VENADOS” en el Parque Principal

## Servicios públicos
- Energía Eléctrica: Celsia, es la empresa prestadora del servicio de energía eléctrica.
- Gas Natural: Alcanos de Colombia es la empresa distribuidora y comercializadora de gas natural en el municipio.